# Bobryk (vattendrag i Vitryssland, Homels voblast)
Bobryk (vitryska: Бобрык) är ett vattendrag i Belarus.   Det ligger i voblasten Homels voblast, i den centrala delen av landet, 210 km söder om huvudstaden Minsk.
I omgivningarna runt Bobryk växer i huvudsak blandskog. Runt Bobryk är det ganska tätbefolkat, med 83 invånare per kvadratkilometer.